# Ophidiaster armatus
Ophidiaster armatus är en sjöstjärneart som beskrevs av Jean Baptiste François René Koehler 1910. Ophidiaster armatus ingår i släktet Ophidiaster och familjen Ophidiasteridae. Inga underarter finns listade i Catalogue of Life.